# Manakin à tête blanche
Pseudopipra pipra
Espèce
Synonymes
- Pipra pipra
- Dixiphia pipra

Statut de conservation UICN

 LC  : Préoccupation mineure
Le Manakin à tête blanche (Pseudopipra pipra) est une espèce de passereaux de la famille des Pipridae.

## Répartition
Cet oiseau fréquente les forêts humides et secondaires, du Costa Rica au sud-est du Brésil.

## Sous-espèces
Selon la classification de référence du Congrès ornithologique international (version 6.4, 2016), cet oiseau est représenté par 13 sous-espèces :
- Pseudopipra pipra cephaleucos (Thunberg, 1822) du sud-est du Brésil.